# Lučana
Lučana je žensko osebno ime.

## Izvor imena
Ime Lučana je izpeljano iz ženskih osebnih  imen Lučka ali Lucija.

## Pogostost imena
Po podatkih Statističnega urada Republike Slovenije je bilo na dan 31. decembra 2007 v Sloveniji število ženskih oseb z imenom Lučana: 31.